# Sofia Jernberg

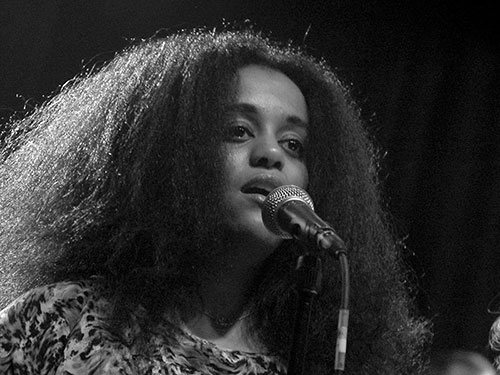
Sofia Jernberg 2015

Sofia Jernberg (* 5. Juli 1983 in Äthiopien) ist eine schwedische Sängerin (Sopran) und Komponistin des Creative Jazz und der Improvisationsmusik. Sie gilt als „Sängerin, die ständig unterwegs ist, um neues Terrain zu erkunden.“

## Leben und Wirken
Jernberg, die in Vietnam und Schweden aufwuchs, wurde zunächst in einem Chor ausgebildet. Als Teenager entdeckte sie ihr Interesse an Klängen fernab von den westlichen Musiktraditionen und beschäftigte sich mit den Arbeiten von Sainkho Namtchylak, Sidsel Endresen, Phil Minton und Diamanda Galás. Zwischen 2002 und 2004 studierte sie Jazz an der Volkshochschule Fridhem. Dann studierte sie Komposition bei Per Mårtensson und Henrik Strindberg an der Gotlands Tonsättarskola. 2008 wurde sie mit dem Jazzpreis der Königlich Schwedischen Musikakademie geehrt.
Gemeinsam mit der Pianistin Cecilia Persson leitete sie das Septett Paavo, das gleichfalls 2008 als Jazzgruppe des Jahres von Sveriges Radio ausgezeichnet wurde und als Trio weiter besteht. International bekannt wurde sie als Solistin in Mats Gustafssons Fire! Orchestra. Weiterhin arbeitete sie mit DuoEgo, der Peärls Before Swïne Experience, Christof Kurzmann (Song for Beggars), dem Trondheim Jazz Orchestra (Moers Festival 2015), The Opera Group und dem Kammermusikensemble Norrbotten NEO zusammen, für die sie teilweise auch komponiert. Auch trat sie als Solistin in Arnold Schönbergs Pierrot Lunaire auf. 2023 sang sie mit der hr-Bigband in einem Programm mit Musik von Sun Ra und George Clinton unter Leitung von Samúel Jón Samúelsson.

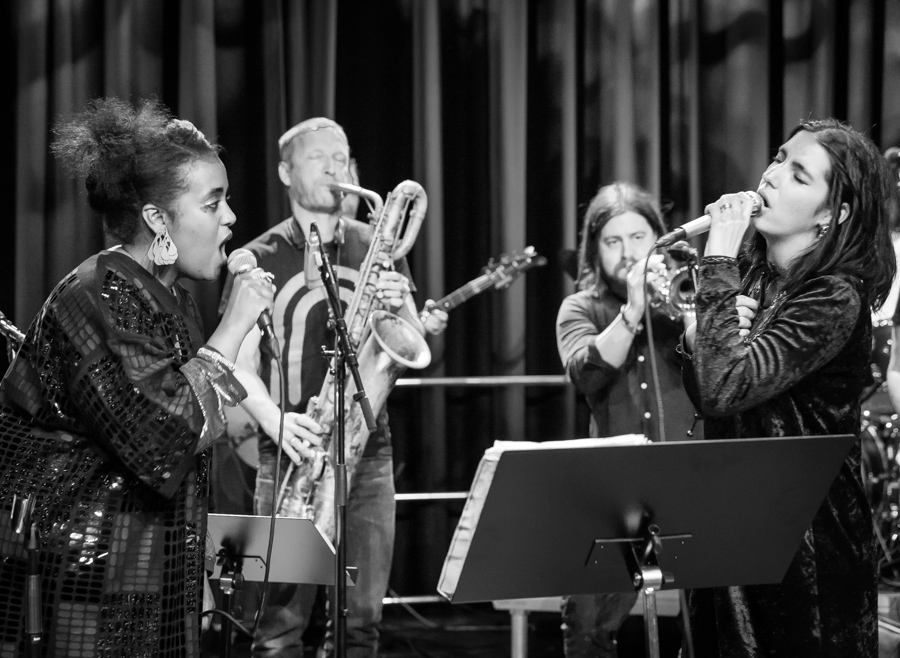
Sofia Jernberg (links) mit Mats Gustafsson und Mariam Wallentin (2016)

## Diskographische Hinweise
- Paavo paavo (Apart Records 2007)
- Lene Grenager / Sofia Jernberg Crochet (2009)
- The New Songs: A Sonic Nest at the Junction of Paths (Umlaut Records 2012, mit Eve Risser, Kim Myhr und David Stackenäs)[7]
- Fire! Orchestra Ritual (Rune Grammofon, 2016, mit Mariam Wallentin, Niklas Barnö, Susana Santos Silva, Hild Sofie Tafjord, Mats Äleklint, Per Åke Holmlander, Mette Rasmussen, Anna Högberg, Per „Texas“ Johansson, Jonas Kullhammar, Lotte Anker, Mats Gustafsson, Martin Hederos, Edvin Nahlin, Andreas Berthling, Finn Loxbo, Julien Desprez, Johan Berthling, Andreas Werliin, Mads Forby)
- Lana Trio With Sofia Jernberg (Clean Feed 2018, mit Andreas Wildhagen, Henrik Nørstebø, Kjetil Jerve)
- Koma Saxo with Sofia Jernberg: Koma West (We Jazz, 2022, mit Petter Eldh, Otis Sandsjö, Jonas Kullhammar, Mikko Innanen, Kit Downes, Christian Lillinger u. a.)
- The End: Why Do You Mourn (2023, mit Mats Gustafsson, Kjetil Møster, Anders Hana, Børge Fjordheim)